# Percy Mayer
Pour les articles homonymes, voir Mayer.
Percy Mayer (1903-1985) fut, pendant la Seconde Guerre mondiale, un agent secret mauricien du Special Operations Executive : en 1941-1942, comme chef de mission Todd à Madagascar ; et en 1944, comme chef du réseau FIREMAN en France. Avant la guerre, il créa une compagnie aérienne, Madagascar Air Service ; et après la guerre, il dirigea la société South African Board Mill au Natal.

## Biographie
1903
Percy Mayer naît le 25 avril à Vacoas (île Maurice). Il fait ses études au collège royal de Curepipe, puis à Londres, où il est reçu ingénieur à City and Guilds. Il rejoint ensuite sa famille à Madagascar, où son père a formé une maison de commerce, Edwin Mayer & Cie.
1934
Il obtient la nationalité française. Avec deux amis, il achète un petit Caudron 232. Après dix jours en double commande avec son moniteur, le sergent-chef Rémi Bouchard, il effectue son premier vol en solo le 25 août 1934. Breveté le 15 septembre 1934, il vole le 15 octobre 1934 de Tana à Diégo-Suarez. Il établit la première liaison postale Diégo-Vohémar.
1935
La Société Potez Aéro Service est constituée et commence à fonctionner le 15 août 1935, avec Rémi Bouchard.
1936
Il fonde une compagnie d'aviation, Madagascar Air Service le 16 août 1936. Ses activités sont le transport des passagers et du fret de toute nature par service de taxis aériens et l'école de pilotage pour les amateurs d'aviation légère.
1937
Lors d'un séjour en France, il prend part à un rallye aérien ouvert à tous les colons français et remporte le premier prix. Il obtient à cette époque un brevet lui permettant de piloter des avions commerciaux multiplaces.
1938
Lors d'un séjour à Maurice, il épouse sa cousine, Berthe Mayer, le 17 août 1938. Il repart pour Madagascar le 1er septembre.
1939
Au début de la Seconde Guerre mondiale, il prend contact avec E.C. Twining, chargé d'une mission secrète à Madagascar, et est mis au courant de la mission Todd. Il part de Tamatave par le dernier navire de la Bank Line qui l'embarque et le conduit à Durban.
1941
- Mars. Après un court séjour d'entraînement dans les services du SOE, il repart pour Madagascar, d'abord sur un navire régulier, puis, en vue des côtes, sur un petit yacht qui lui permet de débarquer au sud de l'île, muni de deux postes émetteurs, dont l'un est installé dans le grenier de sa maison à Tananarive. Devenu chef de mission Todd, il transmet des renseignements aux autorités militaires en Afrique du Sud, relayé par sa femme lorsque ses occupations le maintiennent éloigné de chez lui. Il prend de gros risques en tentant de négocier avec le commandant naval français la reddition de Diégo-Suarez, mais cette négociation n'aboutit pas et il est condamné par contumace.
- Novembre. Grâce à l'organisation qu'il a créée, il transmet l'information au SOI du Cap, donnant la date de départ d'un convoi maritime de Vichy comprenant cinq vaisseaux et un sloop partant pour Tamatave. À la suite de cette information, le convoi est intercepté par la Royal Navy.

1942
- Mars. À la fin du mois, il reçoit personnellement des groupes de débarquement et supervise la distribution des postes de radio et autres équipements nécessaires pour les opérations à venir.
- Mai. Après avoir transmis des renseignements sur les ports, les mouvements maritimes, les ponts et les communications. Il coupe lui-même les fils téléphoniques entre la baie du Courrier et Antsizane afin que l'annonce du débarquement allié ne soit connu que le plus tard possible. Arrêté sur de simples soupçons, il est trahi par un autre prisonnier qui le surprend alors qu'il essaye de détruire des papiers compromettants. Il passe en jugement et est condamné à mort. Il est délivré par un détachement britannique commandé par le colonel Richard Broad. Il accompagne Broad en Afrique du Sud, d'où il revient trois mois plus tard en même temps que le général Platt. Pendant son absence, sa femme continue ses transmissions radio. Après la prise de Madagascar, il part pour l'Afrique du Sud, avec sa famille. Il reprend sa nationalité britannique et se rend en Angleterre, ainsi que ses frères, Richard et Andrew.

1944
- Mars. Après avoir reçu un entraînement, avec le grade de major, il est parachuté dans la nuit du 7/8 à Loubressac (Lot) pour prendre la tête d’un réseau Buckmaster, le réseau FOOTMAN, ayant pour mission d’aide les groupes Vény dans la région de Limoges. Il prend contact avec les chefs de la Résistance. Il fait parachuter des armes dans de nombreuses occasions et renforce ces groupes par un entraînement approprié. Il parcourt la région à bicyclette, sous divers déguisements, et transmet aux alliés des indications sur les zones favorables aux parachutages.
- Juin. Après le débarquement, il prend le commandement de toutes les unités FFI dans la partie nord de la Creuse. Ces unités harassent les Allemands, détruisant les lignes de communication et leur infligeant de telles pertes que la 2e division SS Das Reich se désintègre à cet endroit.
- Août. Vers la fin du mois, lorsque les Allemands commencent à se retirer à travers la zone de Châteauroux, plusieurs unités FFI du sud de la Creuse passent sous ses ordres. Après la libération de la France, il est envoyé en Indochine comme officier de liaison entre les forces britanniques et françaises.

1946
Devenu sans objet, le SOE est dissous. Percy Mayer le quitte le 19 février. Après un court séjour à Madagascar, où il ne peut trouver un emploi correspondant à ses aspirations, il accepte l'offre de son oncle, Stafford Mayer et prend la direction du South African Board Mill au Natal. Il développe cette industrie avec diverses inventions comme l'utilisation et le recyclage des eaux municipales et crée des branches d'activité à Springs et à au Cap.
1973
Il est PDG du Board Mill quand il prend sa retraite à l'âge de 70 ans.

## Identités
- État civil : Percy Edward Mayer
- Comme chef de mission Todd : Carson
- Comme agent du SOE, section F :
  - Nom de guerre (field name) : « Barthélémy »
  - Nom de code opérationnel : FIREMAN
  - Autres pseudos : Galland, commandant Édouard.

## Famille
- Son père : Edwin Edward Mayer
- Sa mère : Bertha Brown
- Ses frères : Edmund et Mayer, également agents du SOE
- Sa femme : Berthe Mayer. Mariage le 17 août 1938
- Ses enfants (4) : Paul, Alix, Michaël et Patrick

## Reconnaissance
Percy Mayer a reçu les distinctions suivantes :
- Royaume-Uni : Officier de l'Ordre de l'Empire britannique (OBE), 1943 ; Military Cross (MC), 1944.
- France : Croix de guerre 1939-1945, 1945.